# Qvale Mangusta
 (juillet 2025).
Si vous disposez d'ouvrages ou d'articles de référence ou si vous connaissez des sites web de qualité traitant du thème abordé ici, merci de compléter l'article en donnant les références utiles à sa vérifiabilité et en les liant à la section « Notes et références ».
La Qvale Mangusta est une voiture produite de 1999 à 2002 par le constructeur italien Qvale,. Elle est basée sur le concept car de De Tomaso, la Biguá. Elle est équipée d'un moteur V8 de Ford, pouvant faire une accélération de 0 à 100 km/h en 5,3 secondes et une vitesse de pointe de 257 km/h. Elle n'a été produite qu'en 284 exemplaires.

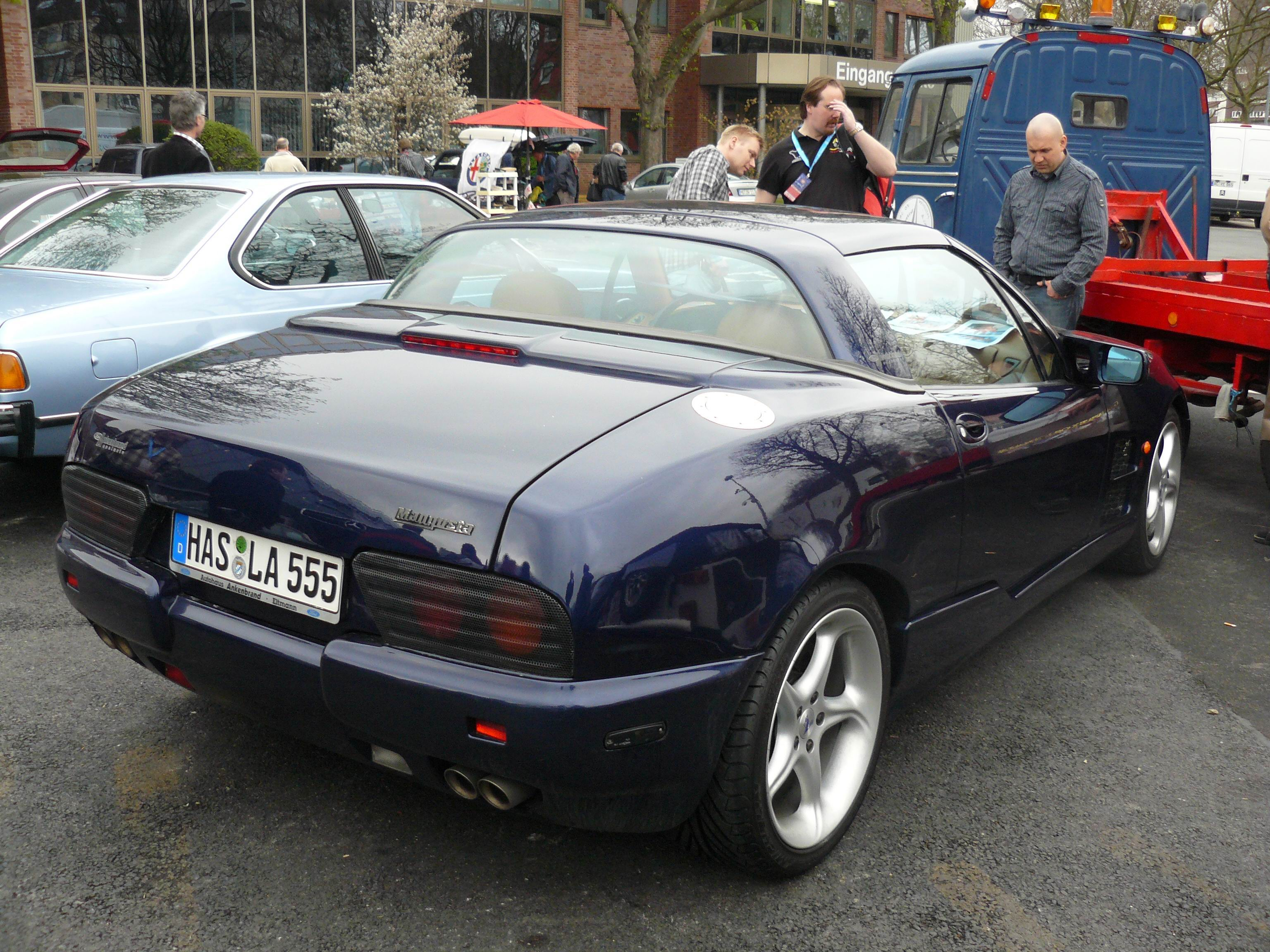
Vue arrière.